# Alinjak
Alinjak, també Alanjik, Alangik, Alengik, Alinjakala, moderna fortalesa d'Alinja, el seu nom en armeni és Ernjak o Erenchak, és una antiga fortalesa propera a la moderna població d'Alinja a Nakhtxivan (Azerbaidjan). Va tenir un paper destacat en les campanyes de Tamerlà.

## Orígens
El sultà jalayírida Ahmed ibn Uways havia confiat la defensa de l'estratègica fortalesa d'Alinjak (prop de la moderna ciutat de Naxçıvan) al seu fill Tahir ibn Ahmad que s'havia burlat públicament de la coixesa de Tamerlà.
El 1387 Timur va anar cap a la fortalesa d'Alinjak, governada per soldats lleials al sultà jalayírida Ahmad ibn Uways. La fortalesa fou assetjada i la baixa ciutadella ocupada; els soldats es van refugiar a l'alta ciutadella, que aviat van estar a punt de rendir-se per manca d'aigua. Es va acordar que sortirien al matí i durant la nit el setge es va relaxar; a primera hora del matí una turmenta amb pluges torrencials va omplir les cisternes de la fortalesa i els assetjats van refusar complir el pacte de rendició. El setge va començar i es va perllongar durant 14 anys

## Setge d'Alinjak

### Kutwal Khaja Jowhar
Durant els anys que va durar el setge de la fortalesa d'Alinjak (1387 a 1401) per part de les tropes de Tamerlà, diversos caps van dirigir la defensa de la fortalesa un després de l'altre. El primer d'aquests comandants va ser Khaja Jowhar, que va dirigir la defensa des del 1387, quan va començar el setge, fins a finals del 1390. Khaja Jowhar, de vegades esmentada en fonts medievals com a Jowhar Aga o Jowhar Khadim, era el kutwal (comandant) de la fortalesa quan les tropes de Tamerlà la van assetjar per primer cop. Es va distingir pel seu heroisme i valentia i va obtenir respecte entre la gent del castell. En els primers dies del setge de la fortalesa d'Alinjak pels timúrides, la fortalesa es va defensar heroicament sota el lideratge de Khaja Jowhar. En la batalla entre les tropes de Timur i els defensors de la fortalesa a l'hivern de 1387.-1388, les tropes de Timur van capturar les trinxeres inferiors de la fortalesa, però els defensors de la fortalesa, dirigits per Khaja Jowhar, es van retirar a la part superior de la fortalesa i van continuar la defensa. Tot i això, es van veure obligats a iniciar converses amb Timur perquè el subministrament d'aigua de la fortalesa s'esgotava. Pensant que la fortalesa es rendiria, Tamerlà va baixar el seu exèrcit fins al peu de la fortalesa. Però unes fortes pluges produïdes en aquell moment van omplir d'aigua totes les cisternes de la fortalesa. Veient això, Khaja Jowhar va abandonar la idea de rendir la fortalesa i va començar a defensar-se altre cop.
Timur va deixar a Muhammad Mireke dirigint el setge d'Alinjak, amb ordre de reunir-se amb ell al acabar i va reagrupar l'exèrcit a la regió de Nakhitxevan i d'allí va marxar cap a l'Àsia Menor

### Kutwal Amir Altun
El comandant Jowhar Agha va morir de pesta l'11 de novembre de 1390, el dia del Ramadà, i Amir Altun el va succeir. Amir Altun, com un dels camarades en armes més propers de Khaja Jowhar, va dirigir una sèrie de sortides a les seves ordres i va dirigir amb èxit les operacions, obtenint prestigi i respecte entre els defensors de la fortalesa amb el seu heroisme, com a comandant. Les fonts confirmen que ell i Khaja Jowhar van dirigir la defensa de la fortalesa d'Alinja Segons aquestes fonts, poc abans que Amir Altun esdevingués el kutwal de la fortalesa, els assumptes "polítics" de la fortalesa d'Alinjak es van regular i els èxits militars del temps de Khaja Jowhar es va incrementar encara més. Sent Amir Altun kutwal de la fortalesa d'Alinjak, hi havia uns 300 combatents dins la fortalesa.
El 1393 l'emperador li va ordenar a Miran Shah de governar per si mateix l'Azerbaidjan (govern que li havia confiat) i anar a completar el setge d'Alinjak. L'acompanyarien el príncep Rustem (fill d'Umar Xaikh) i l'amir Jahan Shah Bahadur. Les tropes que van arribar del Khurasan (província mongola) foren establertes en quant a l'ala dreta a la Regió del Karabakh (regió de Ganja) i el Nakhitxevan fins a l'Awnik; i en quant a l'ala esquerra a Sauk Bulak, Derguzin i fins Hamadan. El 1394 Miran Shah també va abandonar el setge d'Alinjak o Alinjakala per anar al campament imperial.
Timur va enviar aleshores a Muhammad Dervix Barles a assetjar la fortalesa però aquest es va encallar en el setge i Timur li va enviar reforços manats per Timur Khoja, fill d'Ak Bugha
Alguns governants com el wali de Shaki i el rei de Geòrgia van ajudar els defensors de la fortalesa d'Alinjak contra les tropes de Tamerlà evitant que avancessin. Els timúrides tenien molt d'interès en agafar a Tahir per l'ofensa contra Tamerlà. Els atacs de les tropes timurides a la fortalesa van ser rebutjats sota el lideratge d'Amir Altun. Conscient de la posició estratègica-geogràfica i de les rutes secretes de la fortalesa d'Alinja, Amir Altun va participar repetidament en les batalles per a la defensa de la fortalesa.

### Conflicte entre Tahir i Altun
No obstant això, es va produir un conflicte greu entre Amir Altun i el jalayírida Malik Tahir. En aquestes condicions, un dels comandants de Timur, Muhammad Dervix Barles, amb un exèrcit regular de 40.000 homes, va llançar un fort atac a la fortalesa. Aleshores, Amir Altun va sortir la fortalesa amb alguns dels defensors, a la recerca de menjar. A la tornada a la fortalesa, van veure que les portes de la fortalesa havien estat capturades per les tropes de Tímur i que hi havia una situació difícil. Valorant correctament la situació, Amir Altun va atacar les tropes de Timur per darrere i els va derrotar. Durant la batalla, les tropes de Timur van patir grans pèrdues i dos dels quatre emirs van morir. Segons les fonts, per ordre del jaliyírida Tahir, Amir Altun, que volia entrar a la fortalesa amb el seu grup, no ho va poder fer i no se li va permetre entrar; segons s'explica, mentre estava Amir Altun fora de la fortalesa, el jalayírida Tahir va fer assassinar al seu germà (el germà d'Altun) i va ordenar que no es deixés passar al grup cap a dins de la fortalesa. Per aquest motiu, Amir Altun es va veure obligat a anar a la ciutat de Marand. Tot i això, el governant de Marand va arrestar a Altun i va enviar el seu cap a Timur per tal d'enfortir els seus vincles amb ell. Quan la notícia va arribar a Timur, va assassinar el governant de Marand i li va confiscar el seu domini per haver assassinat un tal heroi Segons les fonts, aquests fets van afectar greument els defensors de la fortalesa, i alguns van donar l'esquena a Malik Tahir i van deixar la fortalesa. Com a resultat, les defenses de la fortalesa es van debilitar.

### Intervenció georgiana i de Shaki
El governant de Shaki (Sheki), Sidi Ali Arlat, va acudir en ajuda dels defensors de la fortalesa d'Alinjak en una aliança amb les forces de Geòrgia, el hivern del 1397-1398. Una batalla amb les tropes de Tamerlà va tenir lloc davant la fortalesa. Com hem vist, la fortalesa d'Alenjik, estava defensada per Tahir ibn Ahmad, fill del sultà jalayírida de Bagdad, i assetjada per forces timúrides (en aquest moment manades per Sultan Sanjar, fill d'Hajji Saif al-Din); els assetjants havien construït una muralla exterior que rodejava Alanjik i impedia sortir i entrar a la fortalesa i Tahir estava a la vora de la rendició. En revenja per l'atac de Miran Shah a Shaki, Sherif Ali Arlat i el rei de Geòrgia, van enviar un contingent a l'Azerbaidjan, que van assolar, alleujant la situació de Tahir ja que Sanjar va haver d'aixecar el setge i anar a Tabriz a retre comptes, i els georgians van poder entrar a la fortalesa i reunir-se amb Tahir.
Els comandants de les tropes de Timur van fer una crida a l'ajuda de Miranshah, el fill de Tamerlà. Per reforçar el setge de la fortalesa d'Alinjak, Miranshah va portar un exèrcit especial de Khurasan i el va enviar a la fortalesa sota el comandament del seu fill Abu Bakr Mirza. Segons Yazdi i Abdul Razaq Samarkandi, van esclatar feroços combats entre els dos bàndols davant de la fortalesa
Els georgians foren mes ràpids i van poder sortir amb Tahir, deixant al comandament a Hajji Salih i tres oficials (iznaurs) georgians. En la seva tornada a Geòrgia, el contingent es va trobar amb una part de l'exèrcit que venia de Tabriz; el grup georgià era notablement inferior i no va poder evitar la batalla. El combat mà a ma va durar uns quants dies; el príncep Abu Bakr en l'enfrontament, va matar d'una fletxa a Sherif Ali Arlat de Shaki, però tot i aquesta baixa els georgians van derrotar els enemics que es van haver de retirar; el mateix Abu Bakr es va salvar per la fugida. Amb la victòria dels aliats georgians-shaki-jalayírides, Abu Bakr Mirza es va veure obligat a retirar-se amb les seves tropes. Quan Abu Bakr va arribar el fill del sultà Ahmad, Tahir, estava a Alanjik i en lloc de pressionar allí i assaltar la fortalesa, Miranshah havia estat superat per un partida de georgians que es van emportar a Tahir, perdent la fortalesa i la ciutat, cosa que no va complaure al seu pare. La fortalesa d'Alinjak va escapar del setge de les tropes timúrides.
Els oficials que havien estat involucrats en la vergonyosa derrota a Alanjik o bé van ser colpejats durament o van ser multats d'entre cinquanta i tres-cents cavalls.
Els defensors de la fortalesa d'Alinjak van suportar moltes penúries i van combatre contra les tropes timúrides estant sota setge durant catorze anys, del 1387 al 1401. En alguns casos, van poder provocar derrotes assenyalades a les tropes timúrides. Tot i que Tamerlà va enviar cada vegada noves forces per capturar la fortalesa d'Alinjak, no va tenir èxit.
La victòria georgiana a la fortalesa d'Alinjak va causar una gran expectació als països del Caucas del sud. Els governants feudals de Shaki i Geòrgia van concentrar les seves forces i van continuar la lluita. Com que els intents dels senyors feudals del Caucas del sud de formar un front unit no van dissuadir a Tamerlà, aquest va atacar Armènia i Geòrgia amb les seves forces principals, mantenint un cert nombre de tropes al voltant de la fortalesa d'Alinja.
Hi ha llegendes sobre Amir Altun, que tenia un gran respecte i autoritat entre la gent de la fortalesa i els pobles dels voltants. Les llegendes encara existeixen entre la població del districte d'Alinjachay.

### Kutwal Ahmad Ogulshami
Després de l'assassinat d'Amir Altun, es va convertir en kutwal de la fortalesa Amir Seyyid Ahmad Ogulshami. Les fonts medievals i els monuments epigràfics contenen alguna informació sobre Ogulshami. Una d'aquestes fonts és la inscripció conservada a la tomba situada al peu de la part oriental de la fortalesa d'Alinja i utilitzada com a mesquita per la gent del poblet de Khanagah. Del text de la inscripció es desprèn que la tomba va ser construïda per Sahib al-Azam Haji Muhammad, fill d'Amir Seyyid Ahmad Ogulshami, en honor del seu fill Amirkhan, durant el regnat de Jahan-Xah, el governant de l'estat dels Kara Koyunlu (1435-1467). Basat en la construcció d'aquesta tomba pel seu fill, es pot suposar que eren originaris del poble de Khanagah a la regió de Julfa. L'autor medieval autor del “Zafarname”, Yazdi Sharaf al-Din Ali dedicat a la vida de Timur també conté informació sobre Ogulshami. L'obra diu que "Sidi Ali Arlat, el governant de Shaki, va anar a la fortalesa d'Alinjak per salvar el sultà Malik Tahir, que va sobreviure al setge i fou apunyalar a l'os. Quan van arribar a les muralles d'Alinjak les forces georgianes, el sultà Malik Tahir va descendir de la fortalesa i es va unir a ells i va marxar. Poc després d'això, Amir Seyyid Ahmad Ogulshami va passar a dirigir la defensa de la fortalesa.
A partir d'aquesta informació a Zafaraname, Amir Seyid Ahmad Ogulshami va ser un dels comandants que van prendre part en la defensa de la fortalesa d'Alinjak i durant un temps va dirigir la seva defensa. Per tant, se li va donar el títol d '"amir" que a l'edat Mitjana era donat als caps i comandants de l'exèrcit, La mateixa font també proporciona informació precisa sobre el destí d'aquesta persona. Diu: “Quan l'exèrcit timúrida es va dirigir cap a les ciutats de Sivas i Damasc, el xeic Muhammad Daruga de l'exèrcit de l' amirzadeh Miran Shah i Firuzshah de l'exèrcit de l' amirzadeh Xah Rukh (timúrida) van anar a la fortalesa d'Alinjak segons les instruccions i van continuar el setge de la fortalesa. Aleshores quedava poca gent al castell.
El 1400 Tamerlà va avançar cap a la frontera de Geòrgia i va enviar un emissari amb una carta pel rei Jordi VII (al que Yazdi anomena Gurguin) en què li exigia entregar al príncep jalayírida Tahir ibn Ahmad, rescatat d'Alanjik; el rei georgià va respondre amb evasives i finalment l'emissari va retornar sense haver obtingut res. La ira de Timur fou notable i va ordenar entrar a Geòrgia (març de 1400) i devastar el país; així es va fer i les poblacions georgians foren objecte dels atacs dels soldats timúrides que ho devastaven tot
Des que va morir Amir Altun aquell any, les forces de defensa de la fortalesa es van quedar sense un cap prestigiós i carismàtic. El 1401, després de sortir de Mardin, Tamerlà va enviar els prínceps Sultan Husayn, Pir Muhammad ibn Umar Xaikh, l'amir Jahan Shah Bahadur i altres cap a Alinjak amb ordres de apoderar-se definitivament d'aquesta fortalesa i després fer una ràtzia a Geòrgia; Alinjak ja estava aleshores assetjada per tropes timúrides sota l'amir Muhammad Daruga (amir de Miran Shah) i Firuz Shah (amir de Shah Rukh). El contingent enviat es va dirigir allí mentre Timur seguia via Sivas. En camí els assetjats d'Alanjik, que no disposaven ja de menjar i estaven feia algun temps menjant cuiro i coses similars per enganyar la gana, es van acabar rendint. Malgrat totes les dificultats, el cap de la fortalesa, Amir Seyyid Ahmad Ogulshami, havia resistit fins al darrer moment, però la fortalesa va ser capturada al final sense amb prou feines resistencia(11401) i Amir Sayyid Ahmad Ogulshami, com encarregat de la seva defensa, va ser capturat i enviat a Timur, que es trobava a Bagdad en aquell moment, el qual en va ordenar l'assassinat. Així doncs, Amir Sayyid Ahmad Oghulshami va ser executat a Bagdad i com que la caiguda de la fortalesa d'Alinjak va tenir lloc el 1401, es pot suposar que l'execució fou aquell any.
Després de la conquesta de la fortalesa d'Alinjak, Amir Timur va fer una visita especial a aquesta fortalesa acompanyat de l'emperadriu i alguns prínceps, i es va sorprendre per la seva força Igual que altres ciutats, Nakhitxevan va ser destruïda per les tropes de Timur durant aquest període.